# 孕み
孕み（はらみ）とは、日本語の一般的な語法では胎内で胎児や卵が成長して個体の外見が膨らんだ状態や、植物が芽吹く際に蕾（つぼみ）や新芽が出ようして膨らんだ状態を指す。脊椎動物の腹部を指す語の腹が動詞化したもので、「孕む」は「妊む、胎む」とも表記する。
外部からの力が加わっていない状態が平面を維持している場合、内外からの応力により平面が維持されず応力方向の面外に膨らんだ状態も同様に表現し、風を受けた帆は「風を孕む」という。

## 建築における孕み
建築用語における孕みとは、施工中に平面に仕上げる箇所が施工中の何らかの要因により予想以上に膨らんだ状態、もしくは膨らんだまま硬化した状態を指す。
ただし、建築物の部位のうち降雨に曝される屋根面において、最頂部の水上（みずかみ）から最下端の水下（みずしも）の位置を仮想の直線で結んだ場合、下方向に反った状態を照り（てり）、上方向に膨らんだ状態を起り（むくり）と呼ぶが、屋根面においては膨らんだ状態に見えても孕みと表現することはない。
| 照り、反り | 起り |
| 照り、反り | 起り |

### コンクリート構造物
鉄筋コンクリート構造や鉄骨鉄筋コンクリート構造などのコンクリートを利用する建築物では、建築物を各種荷重から支える構造体のうち、柱・壁・梁などの躯体と呼ばれる部位を工事現場内で施工する。
砂・砂利などの骨材とセメントに水を混ぜて練ったコンクリートを工事現場内で打設する際には、建物用途に応じた構造設計強度が期待できる分量の鉄筋の断面積に相当する本数を適宜配筋する。コンクリートの充填時に生じる骨材の衝撃や圧力などで鉄筋同士の間隔が変化しないよう、焼きなました鉄製の針金で緊結して鳥かごや鉄格子のような形状に組み立てる。この後に、堰板（せきいた）と呼ぶ板状の部材とコンクリートの充填時に生じる水圧で堰板が分解しないよう、堰板の外側から棧木（さんぎ）と呼ぶ角材・支柱・締め付け金具などの支保工（しほこう）を用い、型枠と呼ぶ箱状の型を前述の鉄筋を囲むようにして組み立てた後、型枠の上部からコンクリートを流し込んで整形する。
日本の昭和中後期から平成期においては、中規模程度の建築物の施工における堰板にコンジットパネルと呼ぶ複層材を用いることが一般的である。この理由として、重量的な面では運搬時の簡便さをはじめ、薄い板を接着材により複層に合わせることで安定的な品質、大量生産品による供給性がある。高度成長期前後までは無垢材の堰板を用いており、この時期に建設されたコンクリート構築物のうち建築物にあっては仕上げを要求されない天井裏やパイプスペースなどの部位で、無垢材ならではの板目や節が読み取れる。

コンクリート構造物と孕み

コンクリート内から一定量の水分が乾燥して硬化すると重量は重力方向の下部にのみ向かうが、堰板と支保工で組み立てられた型枠に流体状のコンクリートを打設する硬化前の状態では、水圧は堰板や支保工の横方向に向かう。コンクリートの重量は1立方メートル当たり約2.4トンであり、型枠にコンクリートの水圧がかかって型枠の下部に向かうほど、支保工や締め付け金具に大きな応力がかかる。
型枠の組立時には水圧がかからないため、鉛直面にあっては垂直が維持できても締め付け金具の緊結が均等でない場合は元より、コンクリートを流し込む速度や流量によって局部的に水圧がかかることで締め付け金具がヤング率の範囲で若干ずつ伸びていき、大きな面にあっては曲率の大きな変形を生じる結果になる。この膨らんだ状態を孕みといい、型枠の内外からバイブレータや木槌などでコンクリートに振動を与えてその偏りを戻さずに硬化すると、孕んだ状態のままの面ができあがる。
施工上の品質管理の点では鉄筋を錆びさせないために必要な被覆厚を被り厚（かぶりあつ）と呼ぶが、コンクリート面が孕んだ面は一般的に被り厚が厚くなり、打設計画における当初のコンクリート量よりも増加する。コンクリートの硬化後に孕んだ面を斫る（はつる）ことで平らにするか、孕んだ頂部を基準にして左官工事などでかさ上げして平らにするかは、部位によって判断が分かれる。硬化したコンクリートは水密性の高い材料であるが、孕んだ面を削り取るためには強度に応じた大きな打撃を要し、内部にひび割れを生じさせて漏水の原因を新たに作り出す可能性がある。
構造設計上では躯体重量が増加し、若干ながらも下部構造に影響を与える。
設備設計においては急激な孕みが生じると、極端な例では堰板本体に釘で留め付けた各種設備用ボックスが外れることがあり、型枠撤去時に本来なら見えるべき設備がコンクリートの奥側に埋没することがある。
建築物の利用者が目にする外見的な意匠設計では、孕んだ部位が外部にあっては道路斜線に代表される形態制限の斜線などのセットバックした斜め壁で、仕上げ厚に影響を与える可能性がある。室内において鉛直な面が求められる場合には、躯体面から仕上げ面までの下地厚さが一様にならないため、部分的にかさ上げをする必要性が生じる。精度を求められない部位において孕みが生じた場合にあっても、スチールロッカーなどの工場生産品を置くと鉛直部分の隙間が床付近とロッカー上部では異なり、機能性には問題がないものの美観を損なうことがある。

### JASS5
日本建築学会ではコンクリート工事の標準仕様としてJASS5を定めており、地震時に生じる応力により柱の主筋が躯体表面から飛び出して急激な地震耐力の低下が生じないよう、「はらみ出しの防止」が規定されている。